# Айдын Ахмет
Айдын Ахмет (полное имя Айдын Ахметкалиев) (род. 19 сентября 1988, Алма-Ата, пос. Чилик) — казахский фотограф. Специализируется на портретах знаменитостей и стрит-съёмке.Делает хорошие фотография,которые нравятся многим людям.

## Биография
Казах, из племени албан Старшего жуза. Родился в селе Чилик Кегенского района Алматинской области. В период с 2006 по 2010 год учился в Казахской Академии транспорта и коммуникации имени М. Тынышпаева по специальности «Экономика» в Алма-Ате. С 2010 по 2014 учился в университете «Туран» по специальности «Логистика».
Айдын с детства увлекался искусством фотографией, снимая своих родных, близких, друзей и все, что считал особенным, красочным. Уже будучи взрослым, Айдын приобретает свою первую фототехнику и делает первые шаги в это ремесло. Сначала Айдын подрабатывал на мероприятиях в качестве фотографа, но понял, что хотел бы развиваться в этом направлении профессионально и выражать своё творчество. Наиболее привлекательной сферой оказалась индустрия моды и стиля. Помимо профессионального развития Айдын окончил крупнейшую в Средней Азии школу моделей «ANDRES» по классу дефиле, фотопозирования и актёрского мастерства, что помогает ему в процессе работы с непрофессиональными моделями. Первые работы в качестве фэшн-блогера появились 2014 году. Айдын предпочитает работать в студии, но и выездным фотосъёмкам посвящает достаточно времени. Тому свидетельствуют многочисленные работы Айдына, в качестве streetstyle-фотографа на Неделях моды, таких как KFW, Mercedes fashion week Almaty, Milan fashion week. Айдын запечатлел таких известных на весь мир икон стиля и моды, как Кендалл Дженнер, Белла Хадид, Джиджи Хадид. Айдыну доверяют своё портфолио казахстанские звёзды первого ранга и периодически его работы украшают не только социальные сети блогеров-миллионников, но страницы крупных казахстанских глянцев.
Айдын первый фотограф, который преследовал Казахстанских звёзд, снимая в стиле папарацци.
Имеет фотоархив Шарля Азнавура.
Сегодня Айдын снимает популярных моделей, участвует на мировых Неделях моды, ведёт свой личный блог и сотрудничает с многими брендами. Одним из своих крупных достижений Айдын считает обложку альбома Manizha — ЯIAM. Ведь эта фотография приняла участие в рекламной кампании Apple Watch Series 4
Айдын сейчас занимается не только фэшн-съемками, но и делает первые шаги в живописи. В ближайшем будущем Айдын планирует провести персональную выставку своих фоторабот и живописи.

## Признание
В мае 2019 года стал победителем в премии от MAG Fashion в номинации «Лучший Fashion Фотограф 2019 Года» Austria, Europe